# Château de Larochette
Le château de Larochette (en luxembourgeois: Buerg Fiels) est un ensemble de ruines médiévales dominant la petite ville de Larochette, au centre du Grand-Duché de Luxembourg.  Datant du XIe siècle dans ses parties les plus anciennes l’ancien château fut détruit dans un incendie au XVIe siècle. Seule la ‘Maison de Créhange’ reste debout. Depuis son acquisition en 1979, l’état grand-ducal y a entrepris de grands travaux de restauration. 

## Localisation
Les ruines du château occupent un éperon rocheux dominant de 150 mètres la vallée de l'Ernz Blanche, un affluent de la Sûre, qui traverse la petite ville de Larochette. La route d’accès arrive à l’ouest du domaine castral et traverse une grande cour de ferme avec des terrassements fortifiés. Le bâtiment principal est entouré d’un mur, aujourd’hui partiellement détruit. Un fossé sépare le domaine en deux parties. À l’extrémité orientale du promontoire, les vestiges de plusieurs manoirs familiaux (dont la ‘Maison de Créhange’) témoignent de la haute qualité de l’architecture et de son style plutôt pompeux. 

## Histoire
Les premières références au château datent de la fin du XIe siècle et du XIIe siècle, lorsque les seigneurs de Larochette étaient les porte-étendards des comtes de Luxembourg. Au fil des temps la famille s’est agrandie et cela a conduit à la construction de cinq manoirs séparés sur le domaine. Des cinq les manoirs de Hombourg (Homburger Haus) de 1350 et celui de Créhange (Chriechinger Haus) (1385) ont été restaurés. Sur le côté sud du domaine se trouve la tour de guet curieusement appelée ‘Verlorenkost’ (nourriture perdue) car d’après une légende une cuisinière y transportant des récipients remplis de mets y trébucha, cassant tous les pots et y répandant la nourriture. 

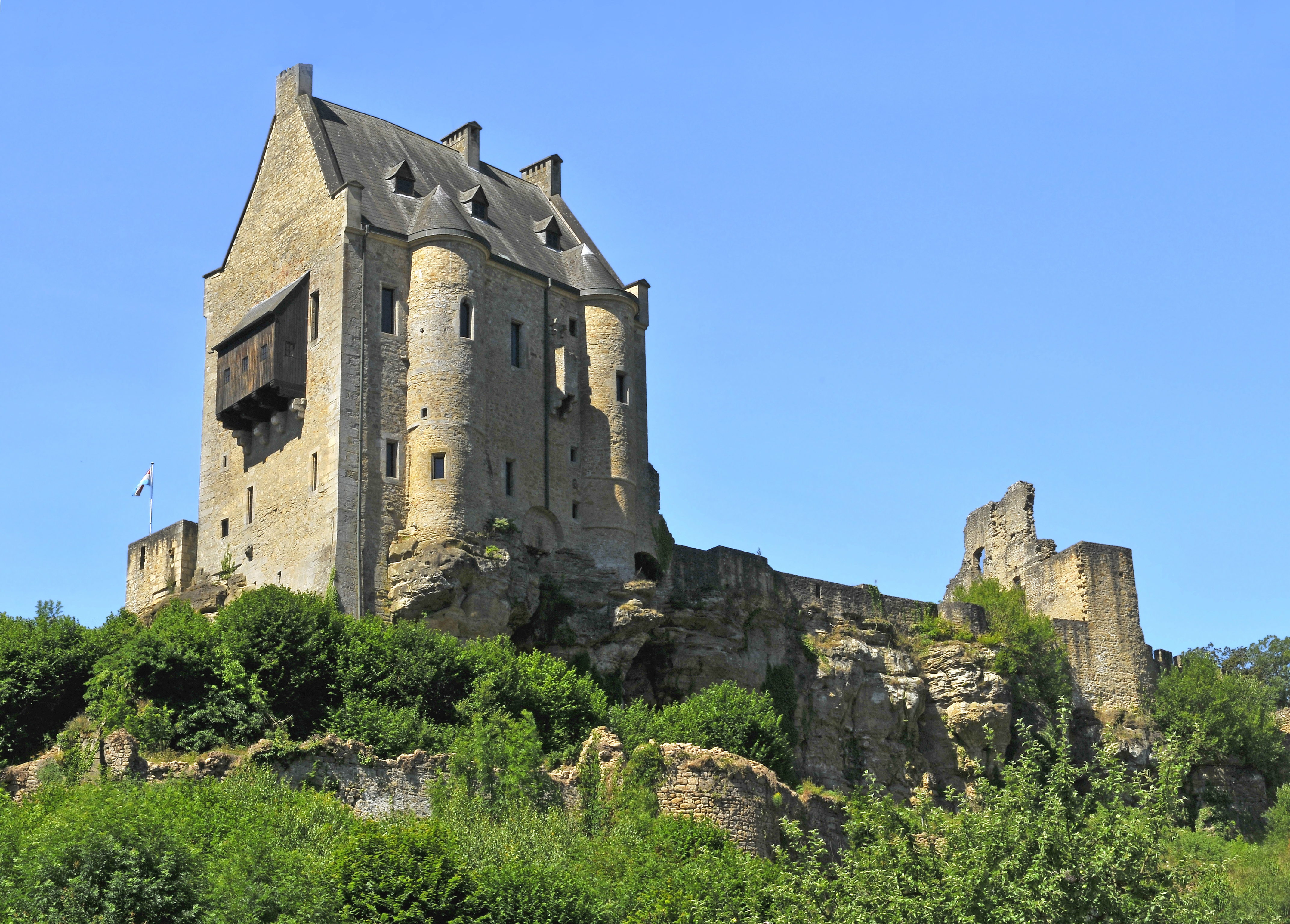
La maison de Créhange, à l'extrémité orientale du domaine castral

Un puits se trouvant à l’intérieur du manoir de Créhange a également sa légende. Alors que le château était assiégé la châtelaine s’y jeta avec son enfant pour éviter d’être faite prisonnière. Les envahisseurs sauvèrent la femme courageuse mais se tournant contre l’intendant du château ils l’accusèrent de trahison le précipitèrent dans le puits. Cet intendant réapparaîtrait tous les Vendredis saints sous la forme d’un dragon.  
À la fin du XVIe siècle, le château fut gravement endommagé dans un incendie. En ruines et abandonné il est acquis par l’état luxembourgeois en 1979 qui y entreprend des travaux de rénovation. Le manoir de Créhance, restauré de 1983 à 1987, abrite aujourd’hui des œuvres d’art. 
Devenu important centre de tourisme le château est visité par quelque 25 000 visiteurs par an. Il est devenu symbole et emblème de la ville de Larochette.[réf. nécessaire]